# مزار شاهزاده‌های شیرخانه
مزار شاهزاده‌های شیرخانه مربوط به دوره صفوی است و در شهرستان خواف، بخش مرکزی، روستای لاج واقع شده و این اثر در تاریخ ۱۲ بهمن ۱۳۸۱ با شمارهٔ ثبت ۷۴۷۹ به‌عنوان یکی از آثار ملی ایران به ثبت رسیده است.